# Battaglia di Rostov (1941)
La battaglia di Rostov del 1941 venne combattuta tra il 17 e il 30 novembre 1941 nella regione di Rostov sul Don, durante i più vasti eventi dell'operazione Barbarossa della seconda guerra mondiale, tra le forze tedesche del Gruppo d'armate Sud, comandate dal feldmaresciallo Gerd von Rundstedt, e le forze sovietiche del Fronte Meridionale comandate dal generale Jakov Timofeevič Čerevičenko.
La 1ª Armata Panzer del generale Paul Ludwig Ewald von Kleist, punta di lancia del Gruppo d'armate Sud, sfondò lo schieramento sovietico nella Russia meridionale e si spinse fino a occupare la città di Rostov, porta di accesso alle regioni del Caucaso ricche di materie prime strategiche; le forze di von Kleist si ritrovarono tuttavia esposte all'interno di un vulnerabile saliente, esposte ai contrattacchi dei sovietici e alle prese con una disastrosa situazione logistica. Nonostante gli ordini contrari di Adolf Hitler, von Rundstedt e von Kleist dovettero infine ordinare una ritirata generale delle forze tedesche, sgombrando Rostov e riattestandosi sulle posizioni di partenza.

## Antefatti
I grandi accerchiamenti realizzati dalle forze tedesche nel corso della battaglia di Kiev (25 agosto - 26 settembre 1941) e della battaglia del Mar d'Azov (26 settembre - 7 ottobre 1941) avevano semidistrutto i fronti dell'Armata Rossa che difendevano le regioni meridionali dell'Unione Sovietica, consentendo al Gruppo d'armate Sud di von Rundstedt di prolungare la sua offensiva oltre la linea del fiume Dniepr nelle regioni orientali dell'Ucraina: lasciata l'11ª Armata del generale Erich von Manstein e le forze romene aggregate a occuparsi della penisola di Crimea a sud, la 6ª Armata del generale Walter von Reichenau si spinse a est ed entrò a Char'kov mentre la 17ª Armata del generale Carl-Heinrich von Stülpnagel puntava sulle zone industriali di Stalino e Izjum; la 1ª Armata Panzer del generale Paul Ludwig Ewald von Kleist, ora attestata a Mariupol' lungo le rive del Mar d'Azov, ricevette invece come obiettivo la città di Rostov sul Don.
La conquista di Rostov rappresentava un importante obiettivo nei piani tedeschi: la città costituiva la porta d'accesso verso la regione del Caucaso e i suoi ricchi giacimenti petroliferi di Groznyj, Majkop e Baku, gli obiettivi finali assegnati al Gruppo d'armate Sud nello schema generale dell'operazione Barbarossa; i pozzi di petrolio del Caucaso erano ritenuti di fondamentale importanza per alimentare la macchina bellica tedesca, che stava accusando sempre di più il ritmo delle operazioni sull'esteso fronte orientale. Dopo mesi di duri scontri in Ucraina, tuttavia, la 1ª Armata Panzer di von Kleist era in condizioni limite, con pesanti perdite in uomini e mezzi e rifornimenti sempre più scarsi a causa della lunghissima catena logistica che la alimentava; von Rundstedt aveva proposto di sospendere ulteriori operazioni e di attestare le unità di Kleist su posizioni difensive, anche in vista dell'inverno imminente, ma il comando tedesco impose perentoriamente di proseguire l'offensiva.
Dopo aver ceduto il XLVIII Corpo d'armata alla 2ª Armata Panzer (impegnata sul fronte di Mosca) e aver ricevuto in rinforzo il XLIX Corpo da montagna e la 1. SS-Panzer-Division "Leibstandarte SS Adolf Hitler" (LSSAH), Kleist radunò tutto il carburante disponibile e si spinse a metà ottobre lungo la costa del Mar d'Azov fino alle rive del fiume Mius; il III Corpo Panzer del generale Eberhard von Mackensen attraversò la foce del Mius e prese Taganrog il 17 ottobre, mentre più a nord il XIV Corpo Panzer del generale Gustav Anton von Wietersheim stabiliva una testa di ponte sulla riva orientale a Golodayevka ai primi di novembre. Il netto peggioramento delle condizioni meteo, con le strade trasformate in pantani di fango, bloccarono per diversi giorni ulteriori progressioni dei reparti tedeschi, permettendo all'Armata Rossa di rompere il contatto e raggrupparsi su nuove posizioni difensive.
La posizione esposta delle teste di ponte tedesche sul Mius spinse il maresciallo Semën Konstantinovič Timošenko, posto dallo Stavka alla direzione delle operazioni sovietiche in Ucraina, a elaborare il progetto di una controffensiva contro il fianco vulnerabile delle unità di von Kleist, anche se le forze a sua disposizione erano ridotte: le armate del Fronte Meridionale del generale Jakov Čerevičenko, la 9ª del generale Fëdor Charitonov e la 18ª del generale Vladimir Kolpakči, decimate dopo le pesanti perdite patite nella battaglia del Mar d'Azov, stabilirono una precaria linea difensiva lungo il corso del fiume Tuslov mentre nella zona di Krasnodon andava radunandosi la 37ª Armata del generale Anton Lopatin, in fase di ricostruzione dopo essere stata annientata nella sacca di Kiev; dal Caucaso stava intanto sopraggiungendo la 56ª Armata del generale F. M. Remezov, destinata a rinforzare le difese della stessa Rostov.

## La battaglia

### L'avanzata tedesca

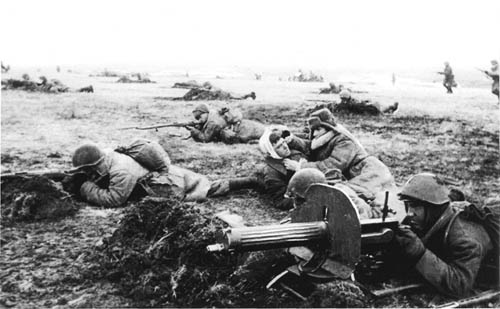
Truppe sovietiche in trincea nella zona di Rostov

Dopo che il primo gelo invernale ebbe indurito a sufficienza il terreno, il 17 novembre le forze di von Kleist ripresero la loro offensiva: i carri armati di von Mackensen si ammassarono a nord insieme a quelli di von Wietersheim e sfondarono rapidamente le difese della 56ª Armata a sud del Tuslov, iniziando una marcia in senso orario alla volta di Rostov; la Luftwaffe appoggiò l'azione dalle basi appena approntate nei dintorni di Taganrog, anche se il tempo inclemente e la scarsità di carburante riducevano sempre di più l'operatività degli apparecchi.
Il fianco meridionale della 1ª Armata Panzer di von Kleist era saldamente ancorato al golfo di Taganrog, mentre quello settentrionale doveva essere protetto dal Corpo di spedizione italiano in Russia: quest'ultimo era tuttavia rimasto bloccato dai pesanti combattimenti nel bacino del fiume Donec oltre che dai collegamenti logistici sempre più difficili, e di conseguenza le punte avanzate di von Kleist scavarono nel fronte sovietico un profondo saliente con un fianco esposto lungo 240 chilometri. Questa situazione si dimostrava ottimale per l'offensiva progettata da Timošenko, e il 18 novembre il contrattacco sovietico partì: la 37ª Armata di Lopatin fece da asse dell'avanzata, muovendo da nord a sud affiancata dalla 18ª Armata a ovest e dalla 9ª Armata a est e impegnando frontalmente il XLIX Corpo da montagna e il XIV Corpo Panzer tedeschi; benché l'attacco fosse stato previsto dai tedeschi, più di cento carri armati sovietici T-34 appoggiati da lanciarazzi Katjuša aprirono un varco nel fronte della 1. Gebirgs-Division e della 5. SS-Panzer-Division "Wiking" obbligando von Kleist a impiegare in battaglia la sua ultima riserva, la divisione motorizzata slovacca, per tamponare la falla.
Il III Corpo Panzer di von Mackensen continuò la marcia su Rostov con la 13. e la 14. Panzer-Division, la 60. Infanterie-Division (mot) e la divisione LSSAH, pressando il fronte della 56ª Armata sovietica e respingendo un suo contrattacco tentato il 18 novembre: il 19 novembre i tedeschi raggiunsero Naxičevan'-na-Don a nord-est di Rostov e il giorno seguente i primi panzer fecero il loro ingresso nella città, dove combattimenti casa per casa continuarono fino al 22 novembre; la LSSAH riuscì ad aprirsi combattendo una via d'accesso al fiume Don, stabilendo una piccola testa di ponte sulla riva meridionale dove poi si attestò. La conquista di Rostov, il punto più a oriente mai raggiunto dai tedeschi durante l'operazione Barbarossa, fu considerato un successo inutile da von Kleist: indebolita da cinque giorni di campagna e con una situazione logistica disastrosa, la sua 1ª Armata Panzer non era in grado di sostenere ulteriori operazioni, men che mai ora che era piazzata in cima a un saliente molto esposto pressato dalle forze sovietiche. Von Kleist chiese il permesso di abbandonare Rostov per attestarsi su una linea meglio difendibile, ma von Rundstedt dovette negargli l'autorizzazione: a 1500 chilometri di distanza, l'Oberkommando des Heeres e lo stesso Adolf Hitler continuavano a emanare direttive che imponevano di proseguire l'offensiva alla volta di Stalingrado e Majkop.
La pressione della controffensiva della 37ª Armata di Lopatin obbligò von Kleist a richiamare da Rostov la 13. e la 14. Panzer Division per costituire una riserva mobile con cui tamponare ulteriori sfondamenti, mentre la promessa personale di Hitler di assicurare i mezzi necessari per proseguire l'avanzata si concretizzò unicamente nell'arrivo di un paio di dozzine di velivoli da trasporto Junkers Ju 52; nelle prime ore del 25 novembre tuttavia la 56ª Armata lanciò una grande offensiva contro la stessa Rostov, ora tenuta dalla LSSAH. Le tattiche dell'Armata Rossa non erano migliorate dai primi disastrosi giorni dell'operazione Barbarossa: appoggiata da pochi carri armati che facevano fuoco dalla sponda meridionale del Don, la fanteria sovietica caricò frontalmente le trincee tedesche attraverso la superficie gelata del fiume largo un chilometro e mezzo, muovendo in file serrate di fucilieri con la baionetta inastata che cadevano uno dopo l'altro sotto il fuoco delle mitragliatrici; alla fine del primo giorno la LSSAH aveva respinto quattro assalti sovietici, infliggendo al nemico circa 300 morti e 400 prigionieri in maggioranza feriti e subendo di converso appena due morti e sette feriti.

### La ritirata

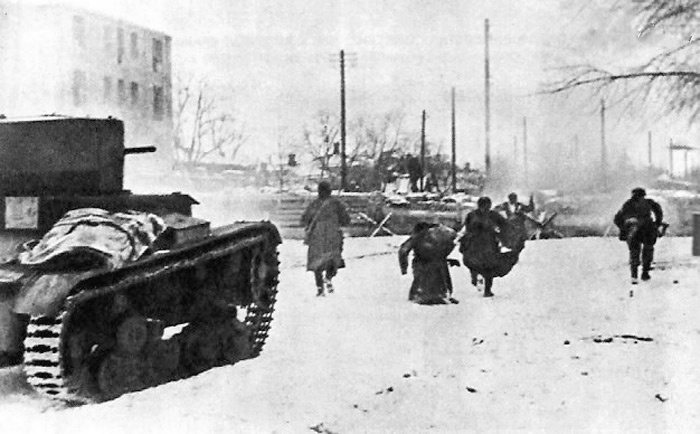
Fanteria e carri sovietici (in primo piano, di tre quarti, un T-26) in combattimento all'interno di Rostov nel 1941

Gli attacchi della 56ª Armata davanti Rostov proseguirono incessanti nei giorni seguenti, mentre il 27 novembre la 37ª Armata rinnovò i suoi assalti al fianco scoperto della 1ª Armata Panzer; con le sue divisioni corazzate ridotte mediamente a un totale di carri operativi tra dodici e ventiquattro e le compagnie di fanteria con solo una cinquantina di effettivi in organico, nella notte tra il 28 e il 29 novembre von Kleist prese di sua spontanea volontà la decisione di evacuare il III Corpo Panzer da Rostov e di accorciare la linea difensiva tedesca ritirandosi verso ovest. Von Rundstedt confermò questa disposizione, e il 30 novembre diede istruzione di evacuare l'intero saliente e di ripiegare sulle posizioni di partenza lungo il fiume Mius: la ritirata si svolse veloce quanto l'avanzata, a un ritmo anche di 40 chilometri al giorno. Assentatosi per svolgere alcune incombenze politiche in Germania, Hitler rientrò precipitosamente al comando di Rastenburg e ordinò di interrompere immediatamente il ripiegamento della 1ª Armata Panzer, di lanciare subito dei contrattacchi e di difendere Rostov fino all'ultimo uomo; von Rundstedt rifiutò di eseguire queste disposizioni e rassegnò le dimissioni, prontamente accettate dal Führer.
Nelle prime ore del 1º dicembre il comandante della 6ª Armata generale von Reichenau fu nominato nuovo comandante del Gruppo d'armate Sud con un messaggio diretto per telescrivente dello stesso Hitler; a Reichenau fu ordinato di bloccare immediatamente la ritirata della 1ª Armata Panzer e di attestare le truppe tedesche su una linea difensiva a est del Mius. Il nuovo comandante ritrasmise subito l'ordine al quartier generale della 1ª Armata Panzer, ma von Kleist rifiutò di darvi seguito; dopo lunghe discussioni con il suo subordinato, von Reichenau alla fine confermò l'ordine di ritirata: la 1ª Armata Panzer si attestò sulla riva occidentale del Mius, mantenendo sulla riva orientale solo una testa di ponte a protezione di Taganrog e delle sue basi aeree. Il 2 dicembre Hitler in persona si recò in visita alle retrovie del Gruppo d'armate Sud e, accompagnato da von Reichenau, raggiunse il quartier generale della 1ª Armata Panzer a Mariupol' per conferire con von Kleist: l'unanimità di pareri favorevoli alla ritirata tra i subordinati del generale, e in particolare la testimonianza del comandante della LSSAH generale Josef Dietrich circa l'impossibilità di mantenere il controllo di Rostov, convinsero infine il Führer ad accettare il nuovo stato di cose. Rientrando il giorno successivo al quartier generale del Gruppo d'armate Sud di Poltava, Hitler si incontrò con von Rundstedt e ne riconobbe i meriti di servizio, promettendogli un prossimo alto incarico di comando dopo un periodo di riposo.
Nonostante la pressione sovietica, le forze tedesche mantennero il controllo delle loro posizioni sul Mius; Rostov, la prima grande città dell'Unione Sovietica a essere liberata dall'Armata Rossa, cadde nuovamente in mani tedesche il 23 luglio 1942 durante gli eventi dell'operazione Blu.